# Рыжая свистящая утка
Рыжая свистящая утка, или рыжая древесная утка (лат. Dendrocygna bicolor) — вид птиц из семейства утиных, рода древесных уток. Обитает преимущественно в условиях тропического климата в Америке, Африке и Южной Азии. Населяет различные типы равнинных водоёмов с пресной водой. Основу питания составляют различные части водных и надводных растений. Беспозвоночные в рационе представлены незначительно.
Как и другие древесные утки, социальная птица: держится стаями, в том числе смешанными с другими родственными видами, однако особо крупных скоплений не образует. В кладке в среднем 10 яиц, которые насиживаются около 26 дней. Молодь способна летать через 63 дня, а половой зрелости достигает после 1 года жизни.

## Описание
Среднего размера древесная утка: общая длина 45—53 см, масса самцов 621—755 г, масса самок 631—739 г. Телосложением — высокой посадкой, длинной шеей и длинными ногами — напоминает скорее гуся, нежели чем типичную утку. Другая характерная особенность, выделяющая всех древесных уток, в том числе и рыжую, — широкие и округлые крылья, благодаря которым полёт получается медленным и глубоким, как у ибисов. Сходство с последними в воздухе также подчёркивают вытянутая шея и торчащие за обрезом хвоста ноги. Так же как и многие другие виды уток, рыжая свистящая держится стаями, однако в отличие от других какого-либо стройного порядка в полёте не образует. Голова имеет грушевидную форму, хвост короткий.

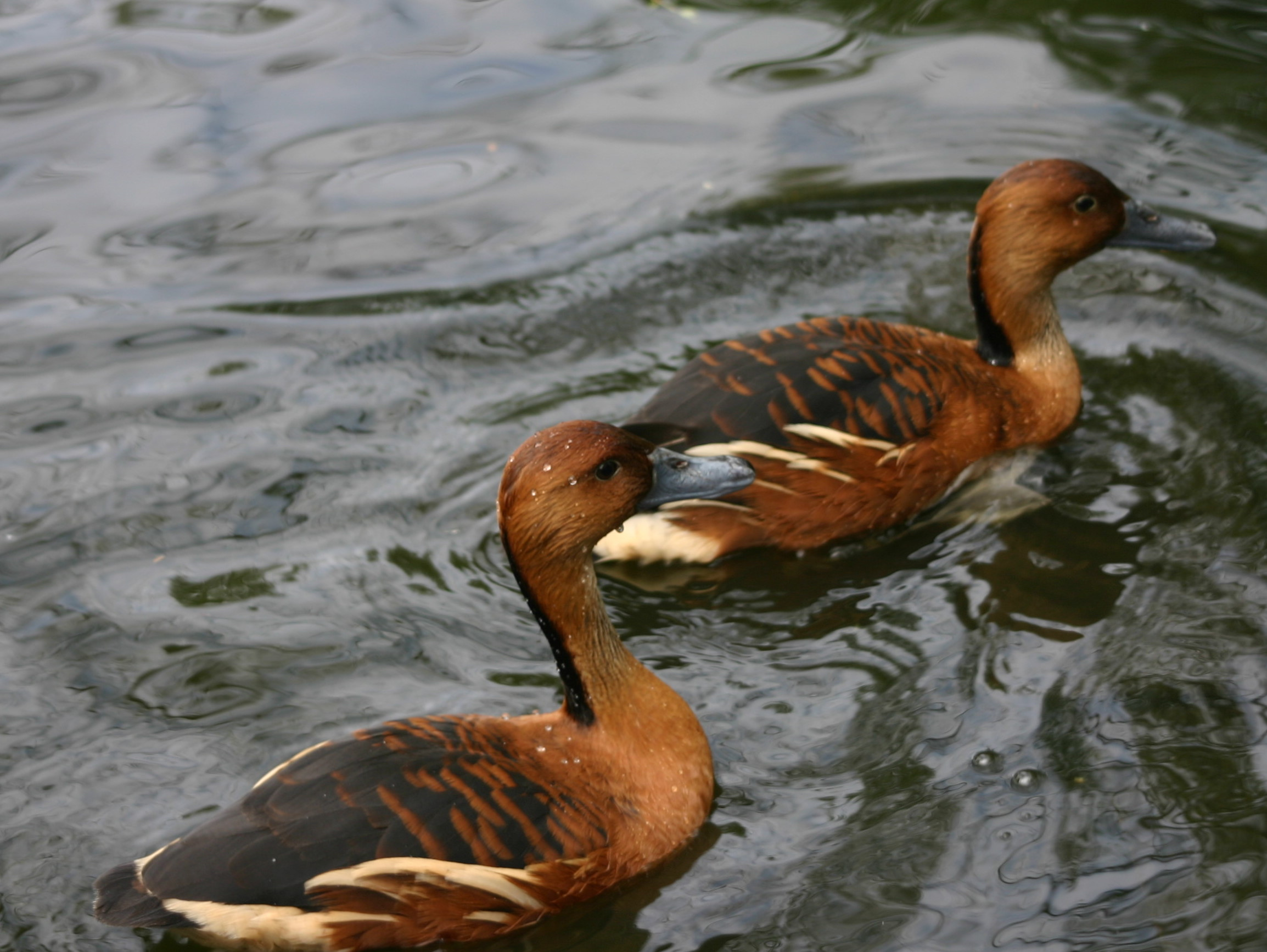
Пара

Как можно догадаться из названия, в оперении преобладает рыжий, или скорее коричнево-рыжий цвет, который присутствует на голове, шее, груди, брюхе и боках. Какой-либо рисунок поверх рыжего на перечисленных частях тела отсутствует, за исключением несколько более светлой шеи, на которой имеются тёмно-коричневые крапины. Более длинные перья верхней части боков и подхвостья окрашены в кремово-белый цвет с бурыми окончаниями. Спина и маховые тёмно-бурые с рыжевато-коричневым поперечно-полосатым рисунком. Клюв черноватый, ноги голубовато-серые. Взрослые самцы и самки почти не отличаются друг от друга, разве что последние несколько мельче и окрашены в чуть более бледные тона. Молодые птицы внешних отличий со взрослыми не имеют.

## Распространение

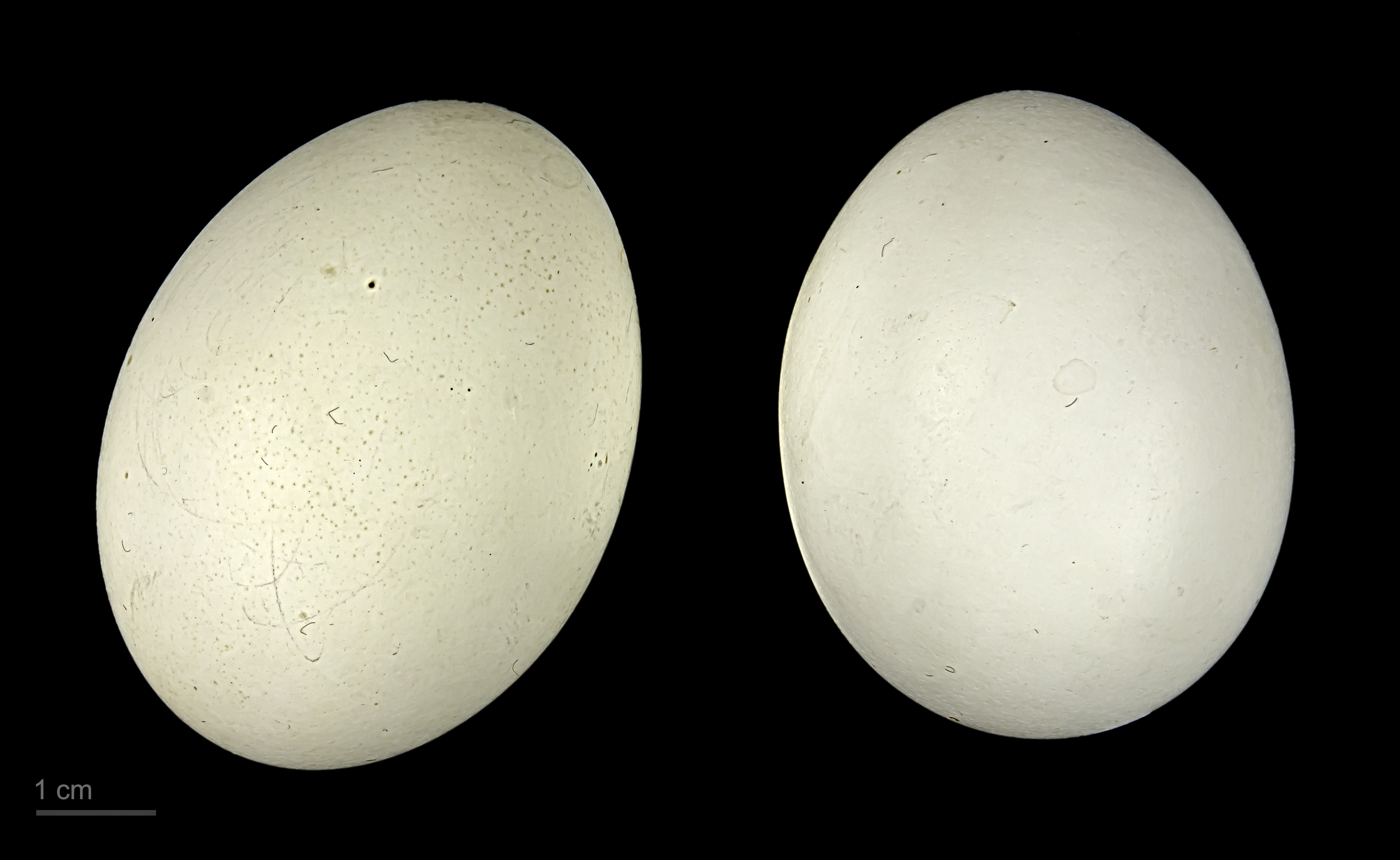
Яйцо Dendrocygna bicolor в Тулузском музее

### Ареал
Ареал состоит из нескольких разобщённых частей в Старом и Новом Свете. В Северной Америке обитает в южных штатах США — Флориде, Техасе и Луизиане, и в Мексике к югу до штатов Оахака и Табаско. До недавнего времени гнездилась на Больших Антильских островах. В Южной Америке два изолированных участка ареала: один находится в северной части континента от Колумбии к востоку до Гайаны, другой в центральной от Бразилии к югу до аргентинской провинции Тукуман и бразильской провинции Буэнос-Айрес. Область распространения в Африке находится к югу от Сахары: утка гнездится от Сенегала к востоку до Эфиопии, к югу до ботсванского озера Нгами и южно-африканской провинции Квазулу-Натал. Кроме того, утка распространена на Мадагаскаре. Наконец, ареал а Азии охватывает Индию и Мьянму.
Считается преимущественно оседлым видом. В Африке совершает нерегулярные кочёвки в связи с пересыханием водоёмов либо истощением пищевых запасов. На основании того, что утка способна одномоментно и в огромных количествах сконцентрироваться в одном месте, говорят о её высокой мобильности и готовности переселения на новые для себя территории. В пользу этой теории так же говорит отсутствие региональной изменчивости при большом и разорванном ареале. Случайные залёты известны в Канаде, северо-востоке США, Гавайях, Марокко, Испании, южной Франции и Непале. Птицы, обитающие в Индии, иногда залетают в Шри-Ланку.

### Места обитания
В выборе биотопов проявляет исключительную пластичность, выбирая самые разнообразные пресноводные водоёмы, расположенные на равнине: озёра, реки, небольшие пересыхающие водоёмы, болота, разливы. Чаще всего селится в местах, где хорошо развита высокая травянистая растительность. Нередко утку можно встретить на заливных рисовых полях.

## Размножение

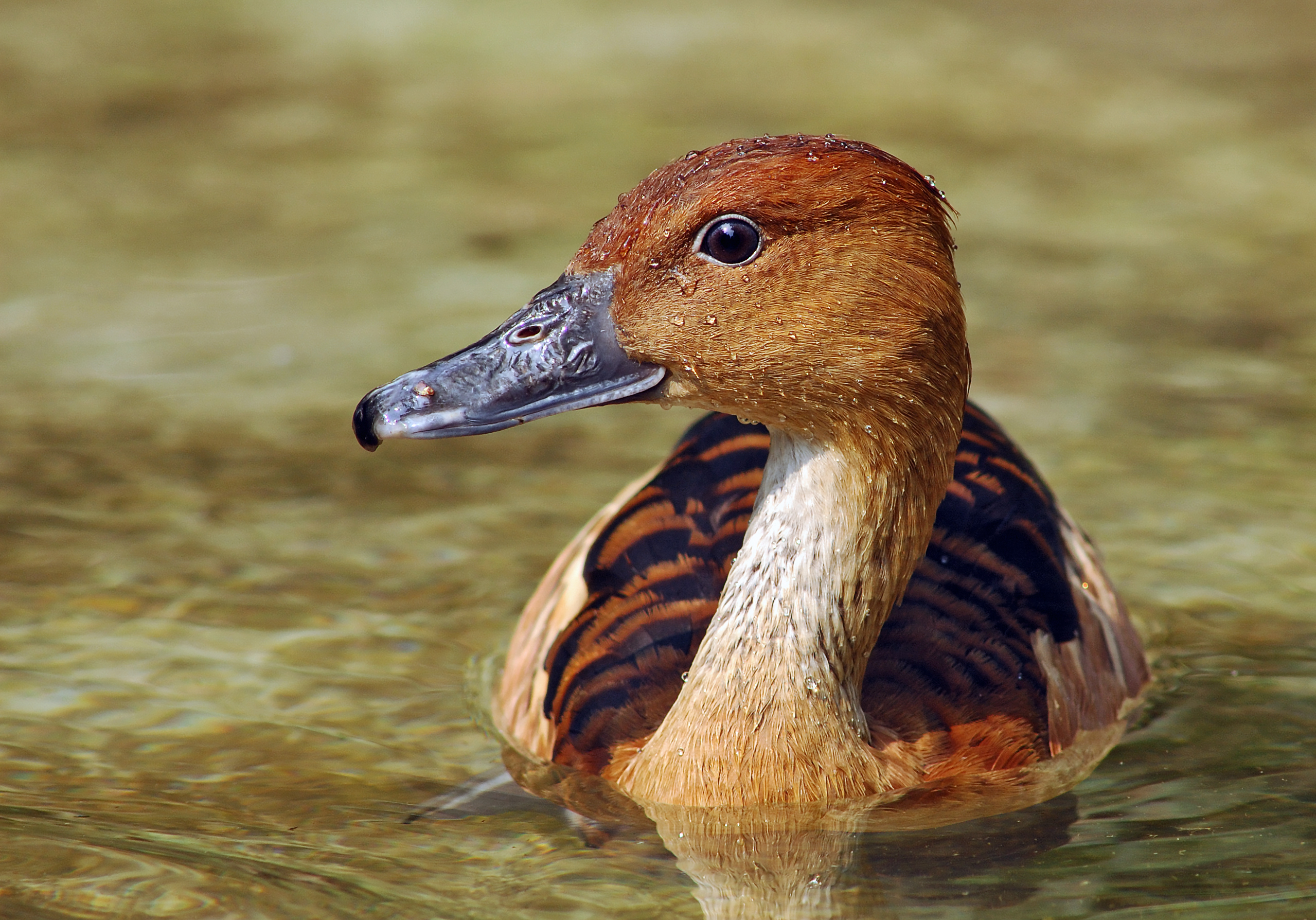

Период размножения варьирует в широких пределах в различных частях ареала. На периферии ареала гнездование приходится на наиболее тёплое время года — с мая по июль в США и с ноября по февраль в Аргентине. В Африке откладка яиц может происходить почти круглогодично, однако к северу от Замбези она чаще всего приурочена к периоду с малым количеством осадков (например, Сенегале в январе), тогда как югу (в Южной Африке) наоборот с высоким (с февраля по август). На Мадагаскаре гнездование отмечено в декабре, январе и апреле, в Индии — с июня по октябрь.
Гнездится один раз в год, обособленными парами либо неплотными группами. Брачное поведение растянуто во времени и по характеру типичное для древесных уток. Во время игрища оба члена пары сидят на воде лицом друг к другу и поочерёдно окунают голову в воду, имитируя купание. Внезапно селезень заскакивает на самку и почти сразу соскальзывает с неё. После этого птицы дружно принимают вертикальную стойку и складывают крылья, обращённые друг к другу.
Гнездо — травянистая платформа с лотком, хорошо укрытая в зарослях выступающей из воды растительности — камыша, рогоза, тростника, риса, лилий. При этом нередко гнездо получается полностью плавучим, не закреплённым ко дну. Значительно реже выбирает дупла деревьев, характерные для многих других видов уток. Выстилка из пуха бывает, но не обязательна во всех случаях. Полная кладка чаще всего содержит 12 — 14 яиц (известны случаи от 6 до 16). Насиживание продолжается около 24—26 дней. Насиживают поочерёдно обе птицы пары, что само по себе считается необычным среди уток. Иногда в жаркий день яйца надолго оставляются без присмотра. Птенцы выводкого типа, покидают гнездо вскоре после появления на свет и следуют за родителями, скрываясь от хищников в густой траве. Самец и самка совместно водят выводок до тех пор, пока птенцы не становятся на крыло — это происходит примерно в возрасте 63—65 дней.

## Питание
Способ добывания пищи сходен с таковым у речных уток: птица процеживает верхние слои воды, погружает в неё голову либо опрокидывает верхнюю половину тела. Неплохо ныряет, задерживаясь под водой до 15 сек. Основная доля рациона состоит из растительных кормов. Употребляет в пищу семена и плоды водных и надводных растений, таких как горец, донник, Ambrosia maritima, Nymphoides indica, Echinochloa stagnina, Nymphaea capensis. Любит кормиться на заливных рисовых полях, где нередко концентрируются большими группами. Также питается луковичными корневищами, побегами, почками тростника, тимофеевки, и других травянистых растений. Животная пища составляет очень незначительную часть: так, согласно одному из исследований, проведённых в Замбии, доля насекомых в рационе составила лишь около 1 %. Активна преимущественно в тёмное время суток.